# Populus yunnanensis
Populus yunnanensis är en videväxtart som beskrevs av Dode. Populus yunnanensis ingår i släktet popplar, och familjen videväxter.

## Underarter
Arten delas in i följande underarter:
- P. y. microphylla
- P. y. pedicellata